# Élections législatives gagaouzes de 1999
Des élections législatives on lieu les 22 août et 5 septembre 1999 pour élire l'Assemblée populaire de Gagaouzie, région autonome de la république de Moldavie. Le scrutin est marqué par la victoire d'un grand nombre de candidats indépendants à la suite de l'interdiction des candidatures de membres de partis régionaux.

## Système électoral
L'assemblée populaire de Gagaouzie (Gagauzia Halk Toplusu) est le parlement monocaméral de la région autonome de Gagaouzie en Moldavie. Elle est composée de 35 membres élus pour quatre ans au scrutin uninominal majoritaire à deux tours dans autant de circonscriptions
Ces élections sont les premières à avoir lieu sous une interdiction des partis politiques régionaux, forçant la population gagaouze à voter pour des candidats se présentant sous l'étiquette de partis nationaux moldaves ou pour des indépendants. Ces derniers se regrouperont néanmoins rapidement en mouvement civiques non officiels.

### Conditions d'éligibilité
Sont éligibles les Gagaouzes âgés de plus de 21 ans, résidant dans la circonscription où ils se présentent et n'ayant pas perdu leurs droits civiques.

## Candidatures
201 candidats se présentent aux élections dont 97 indépendants et 104 membres d'un parti politique moldave.

## Résultats
|       | Indépendants                            | 25 | 20            |  |  |
|       | Parti des communistes (PCRM)            | 4  | 4             |  |  |
|       | Parti de la social démocratie (Furnica) | 2  | 2             |  |  |
|       | Parti socialiste (PSM)                  | 2  | 2             |  |  |
|       | Parti démocratique populaire (PDPM)     | 1  | 1             |  |  |
|       | Parti démocrate (PDM)                   | 1  | 1             |  |  |
|       |                                         |    |               |  |  |
| Total | Total                                   | 35 | en stagnation |  |  |